# Premi Tony al millor llibret de musical
El Premi Tony al Millor Llibret d'un Musical és atorgat als llibretistes del diàleg no cantat i de la història d'una obra musical. L'elecció queda restringida a espectacles amb una narrativa original; les revistes sense argument i els revivals no poden optar. Originàriament s'anomenava el Premi Tony al Millor Autor, fins que els musicals van ser separats del teatre de text.

## Premis i nominacions

### 1940s
| Any                    | Autor         | Producció |
| ---------------------- | ------------- | --------- |
| 1949 3rs Premis Tony   |               |           |
| Bella & Samuel Spewack | Kiss Me, Kate |           |

### 1950s
| Any                                 | Autor         | Producció |
| ----------------------------------- | ------------- | --------- |
| 1950 4ts Premis Tony                |               |           |
| Oscar Hammerstein II & Joshua Logan | South Pacific |           |

### 1960s
| Any                                          | Autor                                            | Producció |
| -------------------------------------------- | ------------------------------------------------ | --------- |
| 1962 16ns Premis Tony                        |                                                  |           |
| Abe Burrows, Willie Gilbert & Jack Weinstock | How to Succeed in Business Without Really Trying |           |
| Helen Deutsch & Michael Stewart              | Carnival!                                        |           |
| 1963 17ns Premis Tony                        |                                                  |           |
| Larry Gelbart & Burt Shevelove               | A Funny Thing Happened on the Way to the Forum   |           |
| Lionel Bart                                  | Oliver!                                          |           |
| Leslie Bricusse & Anthony Newley             | Stop the World – I Want to Get Off               |           |
| Neil Simon                                   | Little Me                                        |           |
| 1964 18ns Premis Tony                        |                                                  |           |
| Michael Stewart                              | Hello, Dolly!                                    |           |
| Noël Coward & Harry Kurnitz                  | The Girl Who Came to Supper                      |           |
| Timothy Gray & Hugh Martin                   | High Spirits                                     |           |
| Joe Masteroff                                | She Loves Me                                     |           |
| 1965 19ns Premis Tony                        |                                                  |           |
| Joseph Stein                                 | Fiddler on the Roof                              |           |
| Jerome Coopersmith                           | Baker Street                                     |           |
| Beverley Cross                               | Half a Sixpence                                  |           |
| Sidney Michaels                              | Ben Franklin in Paris                            |           |

### 1970s
| Any                                          | Autor                                          | Producció |
| -------------------------------------------- | ---------------------------------------------- | --------- |
| 1970 24ns Premis Tony                        | N/D                                            | N/D       |
| 1971 25ns Premis Tony                        |                                                |           |
| George Furth                                 | Company                                        |           |
| Robert H. Livingston & Herb Schapiro         | The Me Nobody Knows                            |           |
| Sherman Yellen                               | The Rothschilds                                |           |
| 1972 26ns Premis Tony                        |                                                |           |
| John Guare & Mel Shapiro                     | Two Gentlemen of Verona                        |           |
| Warren Casey & Jim Jacobs                    | Grease                                         |           |
| James Goldman                                | Follies                                        |           |
| Melvin Van Peebles                           | Ain't Supposed to Die a Natural Death          |           |
| 1973 27ns Premis Tony                        |                                                |           |
| Hugh Wheeler                                 | A Little Night Music                           |           |
| Micki Grant                                  | Don't Bother Me, I Can't Cope                  |           |
| Roger O. Hirson                              | Pippin                                         |           |
| Melvin Van Peebles                           | Don't Play Us Cheap                            |           |
| 1974 28ns Premis Tony                        |                                                |           |
| Hugh Wheeler                                 | Candide                                        |           |
| Michael Bennett                              | Seesaw                                         |           |
| Robert Nemiroff & Charlotte Zaltzberg        | Raisin                                         |           |
| 1975 29ns Premis Tony                        |                                                |           |
| James Lee Barrett, Philip Rose & Peter Udell | Shenandoah                                     |           |
| William F. Brown                             | The Wiz                                        |           |
| Gene Curty, Nitra Scharfman & Chuck Strand   | The Lieutenant                                 |           |
| Michael Stewart                              | Mack and Mabel                                 |           |
| 1976 30ns Premis Tony                        |                                                |           |
| Nicholas Dante & James Kirkwood Jr.          | A Chorus Line                                  |           |
| Fred Ebb & Bob Fosse                         | Chicago                                        |           |
| Alfred Uhry                                  | The Robber Bridegroom                          |           |
| John Weidman                                 | Pacific Overtures                              |           |
| 1977 31ns Premis Tony                        |                                                |           |
| Thomas Meehan                                | Annie                                          |           |
| Vinnette Justine Carroll                     | Your Arms Too Short to Box with God            |           |
| Michael Feingold & Elisabeth Hauptmann       | Happy End                                      |           |
| Michael Stewart                              | I Love My Wife                                 |           |
| 1978 32ns Premis Tony                        |                                                |           |
| Betty Comden & Adolph Green                  | On the Twentieth Century                       |           |
| Christopher Durang                           | A History of the American Film                 |           |
| Stephen Schwartz                             | Working                                        |           |
| Elizabeth Swados                             | Runaways                                       |           |
| 1979 33ns Premis Tony                        |                                                |           |
| Hugh Wheeler                                 | Sweeney Todd: The Demon Barber of Fleet Street |           |
| Jerome Kass                                  | Ballroom                                       |           |
| Larry L. King & Peter Masterson              | The Best Little Whorehouse in Texas            |           |
| Neil Simon                                   | They're Playing Our Song                       |           |

### 1980s
| Any                                                        | Autor                                        | Producció |
| ---------------------------------------------------------- | -------------------------------------------- | --------- |
| 1980 34ns Premis Tony                                      |                                              |           |
| Tim Rice                                                   | Evita                                        |           |
| Ralph G. Allen & Harry Rigby                               | Sugar Babies                                 |           |
| Mark Bramble                                               | Barnum                                       |           |
| Dick Vosburgh                                              | A Day in Hollywood/A Night in the Ukraine    |           |
| 1981 35ns Premis Tony                                      |                                              |           |
| Peter Stone                                                | Woman of the Year                            |           |
| Mark Bramble & Michael Stewart                             | 42nd Street                                  |           |
| Mary Kyte                                                  | Tintypes                                     |           |
| Julian More & Monty Norman                                 | The Moony Shapiro Songbook                   |           |
| 1982 36ns Premis Tony                                      |                                              |           |
| Tom Eyen                                                   | Dreamgirls                                   |           |
| Martin Charnin & Joel Siegel                               | The First                                    |           |
| Arthur Kopit                                               | Nine                                         |           |
| Tim Rice                                                   | Joseph and the Amazing Technicolor Dreamcoat |           |
| 1983 37ns Premis Tony                                      |                                              |           |
| T. S. Eliot                                                | Cats                                         |           |
| Betty Comden & Adolph Green                                | A Doll's Life                                |           |
| Richard Levinson & William Link                            | Merlin                                       |           |
| Timothy S. Mayer & Peter Stone                             | My One and Only                              |           |
| 1984 38ns Premis Tony                                      |                                              |           |
| Harvey Fierstein                                           | La Cage aux Folles                           |           |
| Charles Blackwell                                          | The Tap Dance Kid                            |           |
| James Lapine                                               | Sunday in the Park with George               |           |
| Sybille Pearson                                            | Baby                                         |           |
| 1985 39ns Premis Tony                                      |                                              |           |
| William Hauptman                                           | Big River                                    |           |
| Barbara Damashek & Molly Newman                            | Quilters                                     |           |
| Fay Kanin                                                  | Grind                                        |           |
| Michael Stewart                                            | Harrigan 'N Hart                             |           |
| 1986 40ns Premis Tony                                      |                                              |           |
| Rupert Holmes                                              | The Mystery of Edwin Drood                   |           |
| Betty Comden & Adolph Green                                | Singin' in the Rain                          |           |
| Bob Fosse                                                  | Big Deal                                     |           |
| Jane Iredale                                               | Wind in the Willows                          |           |
| 1987 41ns Premis Tony                                      |                                              |           |
| Alain Boublil & Claude-Michel Schönberg                    | Les Misérables                               |           |
| Howard Ashman                                              | Smile                                        |           |
| Stephen Fry, Douglas Furber, Mike Ockrent & L. Arthur Rose | Me and My Girl                               |           |
| Joseph Stein                                               | Rags                                         |           |
| 1988 42ns Premis Tony                                      |                                              |           |
| James Lapine                                               | Into the Woods                               |           |
| Lee Breuer                                                 | The Gospel at Colonus                        |           |
| Barry Harman                                               | Romance/Romance                              |           |
| Richard Stilgoe & Andrew Lloyd Webber                      | The Phantom of the Opera                     |           |
| 1989 43ns Premis Tony                                      | N/D                                          | N/D       |

### 1990s
| Any                                                                   | Autor                                 | Producció |
| --------------------------------------------------------------------- | ------------------------------------- | --------- |
| 1990 44ns Premis Tony                                                 |                                       |           |
| Larry Gelbart                                                         | City of Angels                        |           |
| Luther Davis                                                          | Grand Hotel                           |           |
| Andrew Lloyd Webber                                                   | Aspects of Love                       |           |
| Hugh Wheeler                                                          | Meet Me in St. Louis                  |           |
| 1991 45ns Premis Tony                                                 |                                       |           |
| Marsha Norman                                                         | The Secret Garden                     |           |
| Lynn Ahrens                                                           | Once on This Island                   |           |
| Alain Boublil & Claude-Michel Schönberg                               | Miss Saigon                           |           |
| Peter Stone                                                           | The Will Rogers Follies               |           |
| 1992 46ns Premis Tony                                                 |                                       |           |
| William Finn & James Lapine                                           | Falsettos                             |           |
| Ken Ludwig                                                            | Crazy for You                         |           |
| Clarke Peters                                                         | Five Guys Named Moe                   |           |
| George C. Wolfe                                                       | Jelly's Last Jam                      |           |
| 1993 47ns Premis Tony                                                 |                                       |           |
| Terrence McNally                                                      | Kiss of the Spider Woman              |           |
| Peter Kellogg                                                         | Anna Karenina                         |           |
| Des McAnuff & Pete Townshend                                          | The Who's Tommy                       |           |
| Willy Russell                                                         | Blood Brothers                        |           |
| 1994 48ns Premis Tony                                                 |                                       |           |
| James Lapine                                                          | Passion                               |           |
| Walter Bobbie                                                         | A Grand Night for Singing             |           |
| Koen van Dijk                                                         | Cyrano: The Musical                   |           |
| Linda Woolverton                                                      | Beauty and the Beast                  |           |
| 1995 49ns Premis Tony                                                 |                                       |           |
| Don Black & Christopher Hampton                                       | Sunset Boulevard                      |           |
| 1996 50ns Premis Tony                                                 |                                       |           |
| Jonathan Larson                                                       | Rent                                  |           |
| Graciela Daniele, Michael John LaChiusa, & Jim Lewis                  | Chronicle of a Death Foretold         |           |
| Reg E. Gaines                                                         | Bring in 'Da Noise, Bring in 'Da Funk |           |
| John Weidman                                                          | Big: The Musical                      |           |
| 1997 51ns Premis Tony                                                 |                                       |           |
| Peter Stone                                                           | Titanic                               |           |
| Leslie Bricusse                                                       | Jekyll & Hyde                         |           |
| Cy Coleman, Ira Gasman & David Newman                                 | The Life                              |           |
| David Thompson                                                        | Steel Pier                            |           |
| 1998 52ns Premis Tony                                                 |                                       |           |
| Terrence McNally                                                      | Ragtime                               |           |
| Roger Allers & Irene Mecchi                                           | The Lion King                         |           |
| Nan Knighton                                                          | The Scarlet Pimpernel                 |           |
| Bill Russell                                                          | Side Show                             |           |
| 1999 53ns Premis Tony                                                 |                                       |           |
| Alfred Uhry                                                           | Parade                                |           |
| Charles Bevel, Lita Gaithers, Randal Myler, Ron Taylor & Dan Wheetman | It Ain't Nothin' But the Blues        |           |
| Walter Bobbie & Dean Pitchford                                        | Footloose                             |           |
| Pam Gems                                                              | Marlene                               |           |

### 2000s
| Any                                 | Autor                                      | Producció |
| ----------------------------------- | ------------------------------------------ | --------- |
| 2000 54ns Premis Tony               |                                            |           |
| Richard Nelson                      | James Joyce's The Dead                     |           |
| Michael John LaChiusa               | Marie Christine                            |           |
| LaChiusa & George C. Wolfe          | The Wild Party                             |           |
| John Weidman                        | Contact                                    |           |
| 2001 55ns Premis Tony               |                                            |           |
| Mel Brooks & Thomas Meehan          | The Producers                              |           |
| John Caird                          | Jane Eyre                                  |           |
| Linda Kline & Lonny Price           | A Class Act                                |           |
| Terrence McNally                    | The Full Monty                             |           |
| 2002 56ns Premis Tony               |                                            |           |
| Greg Kotis                          | Urinetown                                  |           |
| John Guare                          | Sweet Smell of Success                     |           |
| Catherine Johnson                   | Mamma Mia!                                 |           |
| Richard Morris & Dick Scanlan       | Thoroughly Modern Millie                   |           |
| 2003 57ns Premis Tony               |                                            |           |
| Thomas Meehan & Mark O'Donnell      | Hairspray                                  |           |
| David Henry Hwang                   | Flower Drum Song                           |           |
| Willie Reale                        | A Year with Frog and Toad                  |           |
| Jeremy Sams & Didier Van Cauwelaert | Amour                                      |           |
| 2004 58ns Premis Tony               |                                            |           |
| Jeff Whitty                         | Avenue Q                                   |           |
| Nick Enright & Martin Sherman       | The Boy from Oz                            |           |
| Winnie Holzman                      | Wicked                                     |           |
| Tony Kushner                        | Caroline, or Change                        |           |
| 2005 59ns Premis Tony               |                                            |           |
| Rachel Sheinkin                     | The 25th Annual Putnam County Spelling Bee |           |
| Eric Idle                           | Spamalot                                   |           |
| Jeffrey Lane                        | Dirty Rotten Scoundrels                    |           |
| Craig Lucas                         | The Light in the Piazza                    |           |
| 2006 60ns Premis Tony               |                                            |           |
| Bob Martin & Don McKellar           | The Drowsy Chaperone                       |           |
| Chad Beguelin & Tim Herlihy         | The Wedding Singer                         |           |
| Marshall Brickman & Rick Elice      | Jersey Boys                                |           |
| Marsha Norman                       | The Color Purple                           |           |
| 2007 61ns Premis Tony               |                                            |           |
| Steven Sater                        | Spring Awakening                           |           |
| Heather Hach                        | Legally Blonde                             |           |
| Rupert Holmes & Peter Stone         | Curtains                                   |           |
| Doug Wright                         | Grey Gardens                               |           |
| 2008 62ns Premis Tony               |                                            |           |
| Stew                                | Passing Strange                            |           |
| Douglas Carter Beane                | Xanadu                                     |           |
| Quiara Alegría Hudes                | In the Heights                             |           |
| Thomas Meehan & Mark O'Donnell      | Cry-Baby                                   |           |
| 2009 63ns Premis Tony               |                                            |           |
| Lee Hall                            | Billy Elliot the Musical                   |           |
| Hunter Bell                         | [title of show]                            |           |
| David Lindsay-Abaire                | Shrek the Musical                          |           |
| Brian Yorkey                        | Next to Normal                             |           |

### 2010s
| Any                                             | Autor                                     | Producció |
| ----------------------------------------------- | ----------------------------------------- | --------- |
| 2010 64ns Premis Tony                           |                                           |           |
| Joe DiPietro                                    | Memphis                                   |           |
| Colin Escott & Floyd Mutrux                     | Million Dollar Quartet                    |           |
| Bill T. Jones & Jim Lewis                       | Fela!                                     |           |
| Dick Scanlan & Sherie Rene Scott                | Everyday Rapture                          |           |
| 2011 65ns Premis Tony                           |                                           |           |
| Trey Parker, Robert Lopez & Matt Stone          | The Book of Mormon                        |           |
| Douglas Carter Beane, Bill & Cheri Steinkellner | Sister Act                                |           |
| David Thompson                                  | The Scottsboro Boys                       |           |
| Alex Timbers                                    | Bloody Bloody Andrew Jackson              |           |
| 2012 66ns Premis Tony                           |                                           |           |
| Enda Walsh                                      | Once                                      |           |
| Douglas Carter Beane                            | Lysistrata Jones                          |           |
| Joe DiPietro                                    | Nice Work If You Can Get It               |           |
| Harvey Fierstein                                | Newsies                                   |           |
| 2013 67ns Premis Tony                           |                                           |           |
| Dennis Kelly                                    | Matilda the Musical                       |           |
| Douglas Carter Beane                            | Rodgers + Hammerstein's Cinderella        |           |
| Harvey Fierstein                                | Kinky Boots                               |           |
| Joseph Robinette                                | A Christmas Story: The Musical            |           |
| 2014 68ns Premis Tony                           |                                           |           |
| Robert L. Freedman                              | A Gentleman's Guide to Love and Murder    |           |
| Woody Allen                                     | Bullets Over Broadway                     |           |
| Chad Beguelin                                   | Aladdin                                   |           |
| Douglas McGrath                                 | Beautiful: The Carole King Musical        |           |
| 2015 69ns Premis Tony                           |                                           |           |
| Lisa Kron                                       | Fun Home                                  |           |
| Karey Kirkpatrick & John O'Farrell              | Something Rotten!                         |           |
| Craig Lucas                                     | An American in Paris                      |           |
| Terrence McNally                                | The Visit                                 |           |
| 2016 70ns Premis Tony                           |                                           |           |
| Lin-Manuel Miranda                              | Hamilton                                  |           |
| Julian Fellowes                                 | School of Rock                            |           |
| Steve Martin                                    | Bright Star                               |           |
| George C. Wolfe                                 | Shuffle Along                             |           |
| 2017 71ns Premis Tony                           |                                           |           |
| Steven Levenson                                 | Dear Evan Hansen                          |           |
| Dave Malloy                                     | Natasha, Pierre & The Great Comet of 1812 |           |
| Danny Rubin                                     | Groundhog Day                             |           |
| David Hein & Irene Sankoff                      | Come from Away                            |           |
| 2018 72ns Premis Tony                           |                                           |           |
| Itamar Moses                                    | The Band's Visit                          |           |
| Jennifer Lee                                    | Frozen                                    |           |
| Tina Fey                                        | Mean Girls                                |           |
| Kyle Jarrow                                     | SpongeBob SquarePants                     |           |
| 2019 73ns Premis Tony                           |                                           |           |
| Robert Horn                                     | Tootsie                                   |           |
| Dominique Morisseau                             | Ain’t Too Proud                           |           |
| Scott Brown & Anthony King                      | Beetlejuice                               |           |
| Anaïs Mitchell                                  | Hadestown                                 |           |
| Chad Beguelin & Bob Martin                      | The Prom                                  |           |

### 2020s
| Any                                            | Autor                         | Producció |     |
| ---------------------------------------------- | ----------------------------- | --------- | --- |
| 2020 74ns Premis Tony                          |                               |           |     |
| Diablo Cody                                    | Jagged Little Pill            |           |     |
| John Logan                                     | Moulin Rouge!                 |           |     |
| Katori Hall, Frank Ketelaar & Kees Prins       | Tina: The Tina Turner Musical |           |     |
| 2021 No se celebraren                          | N/D                           | N/D       | N/D |
| 2022 75ns Premis Tony                          |                               |           |     |
| Michael R. Jackson                             | A Strange Loop                |           |     |
| Conor McPherson                                | Girl from the North Country   |           |     |
| Lynn Nottage                                   | MJ                            |           |     |
| Billy Crystal, Lowell Ganz & Babaloo Mandel    | Mr. Saturday Night            |           |     |
| Christina Anderson, Craig Lucas & Larry Kirwan | Paradise Square               |           |     |
| 2023 76ns Premis Tony                          |                               |           |     |
| David Lindsay-Abaire                           | Kimberly Akimbo               |           |     |
| David West Read                                | & Juliet                      |           |     |
| David Thompson & Sharon Washington             | New York, New York            |           |     |
| Robert Horn                                    | Shucked                       |           |     |
| Matthew Lopez & Amber Ruffin                   | Some Like It Hot              |           |     |

## Recòrds

### Múltiples premis
| 3 Guardons - Hugh Wheeler (2 consecutius) - Thomas Meehan - James Lapine | 2 Guardons - Terrence McNally - Larry Gelbart - Peter Stone |

### Mútliples nominacions
5 Nominacions
- Michael Stewart

4 Nominacions
- Douglas Carter Beane
- James Lapine
- Terrence McNally
- Peter Stone
- Hugh Wheeler

3 Nominacions
- Chad Beguelin
- Harvey Fierstein
- Michael John LaChiusa
- David Thompson
- George C. Wolfe

2 Nominacions
- Walter Bobbie
- Alain Boublil
- Mark Bramble
- Leslie Bricusse
- Betty Comden
- Joe DiPietro
- Bob Fosse
- Larry Gelbart
- Adolph Green
- John Guare
- Rupert Holmes
- Robert Horn
- Jim Lewis
- David Lindsay-Abaire
- Craig Lucas
- Bob Martin
- Thomas Meehan
- Marsha Norman
- Tim Rice
- Dick Scanlan
- Claude-Michel Schönberg
- Neil Simon
- Joseph Stein
- Melvin Van Peebles
- Andrew Lloyd Webber